# Eudule amica
Eudule amica là một loài bướm đêm trong họ Geometridae.